# Chariot pointant le sud

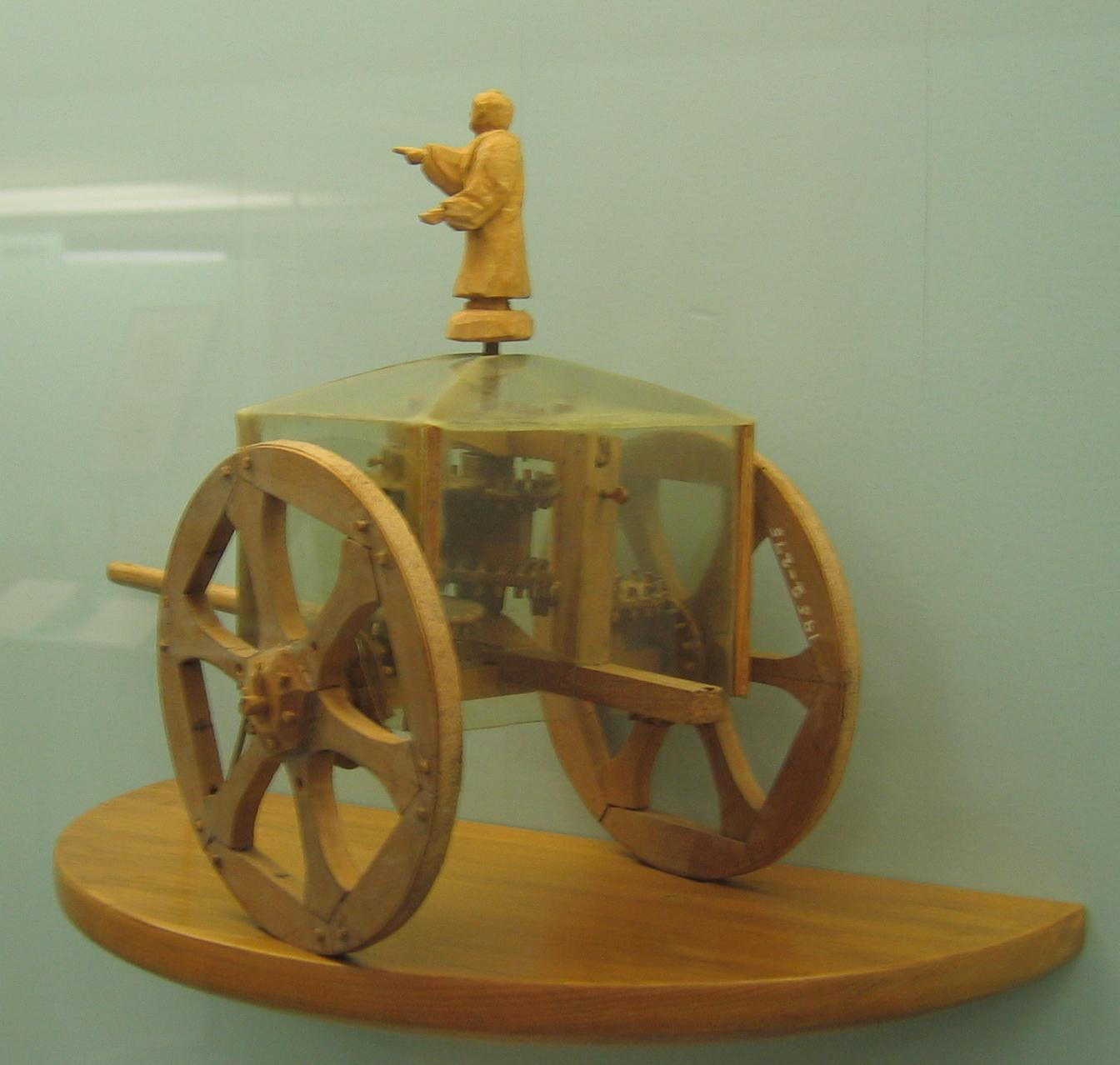
Modèle conjectural du Science Museum de Londres, utilisant un engrenage différentiel.

Le chariot pointant le sud (chinois simplifié : 指南车 ; chinois traditionnel : 指南車 ; pinyin : zhǐnánchē), appelé aussi « char montre-sud », est un chariot antique chinois muni d'un dispositif mécanique permettant de compenser les rotations du véhicule, afin qu'une partie déterminée du chariot pointe constamment vers le sud. Le chariot est un véhicule à deux roues, surmonté d'une figurine reliée aux roues par un engrenage différentiel. Grâce à un choix précis du diamètre des roues et du rapport des engrenages, la figurine reste toujours orientée dans la même direction, le véhicule fonctionnant donc comme un système de boussole non magnétique. Au cours de l'histoire, plusieurs textes chinois ont mentionné le chariot pointant le sud ; certains décrivent en détail le mécanisme et le fonctionnement de l'engin.
Le chariot pointant le sud est regardé comme un des mécanismes d'engrenages les plus complexes inventés par l'ancienne civilisation chinoise, et il n'a cessé d'être utilisé au cours de la période médiévale. La légende veut qu'il ait été inventé vers 2600 av. J.-C. en Chine par l'Empereur Jaune Huángdì, mais la première version historiquement opérationnelle aurait été créée par Ma Jun de Cao Wei, à l'époque des Trois Royaumes, vers 200-265.

## Textes historiques

### Les sources les plus anciennes

Image d'un chariot pointant le sud tirée du Sancai Tuhui (publié en 1609)

Écrit au VIe siècle, le Livre des Song donne une description détaillée de l'invention du chariot pointant le sud, en l'attribuant à  l'ingénieur chinois Ma Jun (220–265) (dont c'est la réalisation la plus  connue), mais en affirmant que ce serait  une commande de l'empereur Ming Di, s'appuyant sur la légende selon laquelle ces chariots existaient déjà sous la dynastie Zhou de l'Ouest, plus de mille ans auparavant.

### Au Japon
L'invention du chariot pointant le sud était connue au Japon dès le VIIe siècle. Les  Chroniques du Japon  (Nihon shoki) écrites en 720 décrivent la construction de ces chariots pour l'empereur Tenji  par les moines bouddhistes Zhi Yu et Zhi You en 658, suivie par d'autres réalisations en 666.

### Histoire des Song
L'Histoire des Song (Song Shi, traité historique datant de 1345) décrit d'importantes améliorations du chariot pointant le sud, le combinant en particulier à un odomètre (invention faite indépendamment en Chine au Ier siècle).

## Fonctionnement

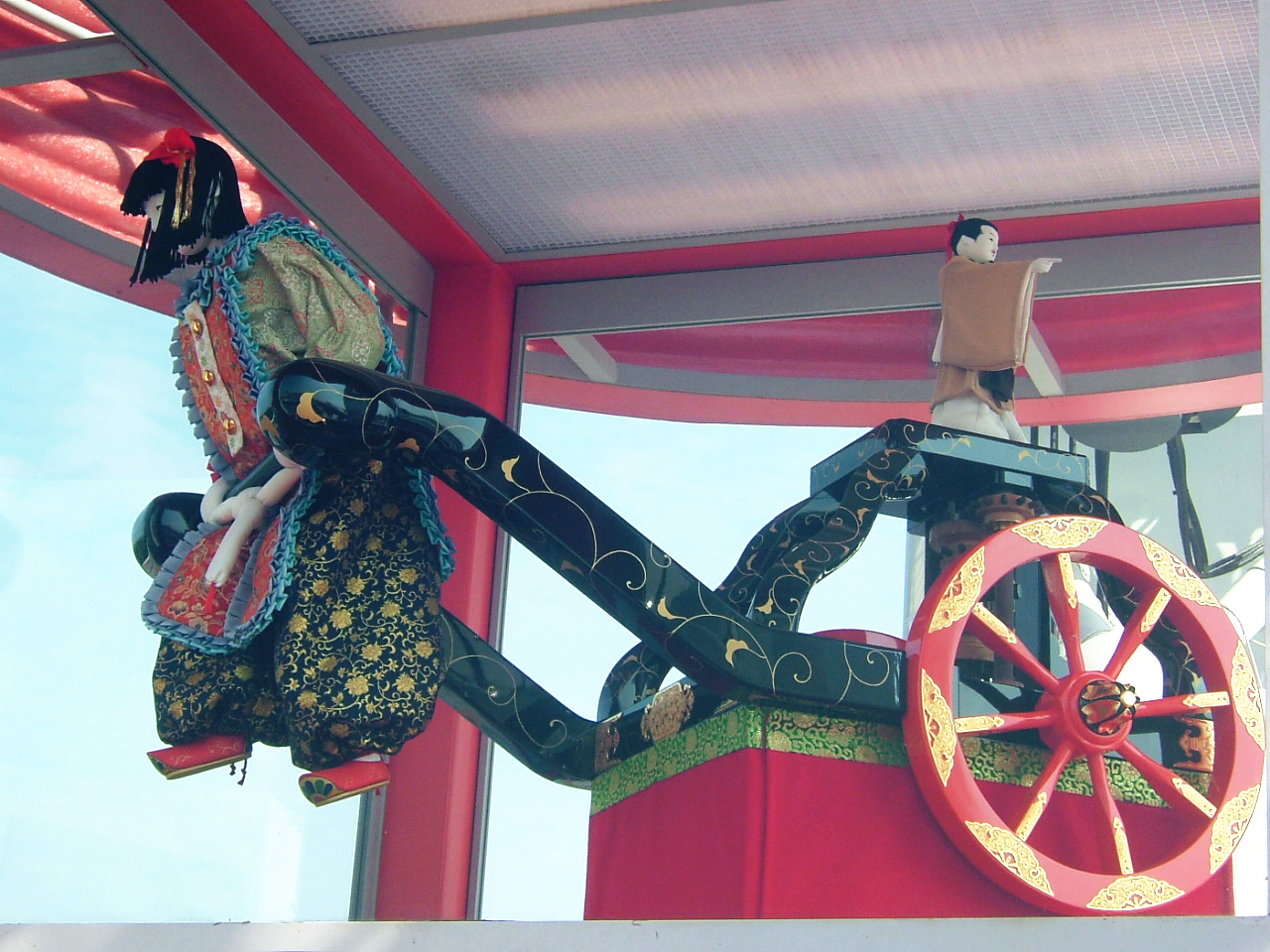
Jouet éducatif représentant le chariot à l'Exposition spécialisée de 2005 au Japon

Le chariot pointant le sud est une boussole mécanique qui garde une direction, indiquée par le pointeur, tout au long de son déplacement. Le différentiel dans le système d'engrenages intègre les différences de rotation des deux roues et ainsi compense la rotation du tablier du chariot par rapport au sol, en faisant tourner le pointeur dans la direction opposée à celle du tablier.
Mathématiquement le système réalise approximativement un transport parallèle au cours du trajet. Sur un plan euclidien, le système permet le transport parallèle. Sur une surface courbe, on n'obtient qu'un transport parallèle approximatif. Dans le cas limite où la distance entre les roues tend vers zéro, l'approximation devient exacte.
Le chariot peut être utilisé pour tracer des lignes droites ou des géodésiques. Un chemin tracé sur une surface que suit le chariot est une géodésique si et seulement si le pointeur ne tourne pas par rapport au tablier du chariot.

## Répliques

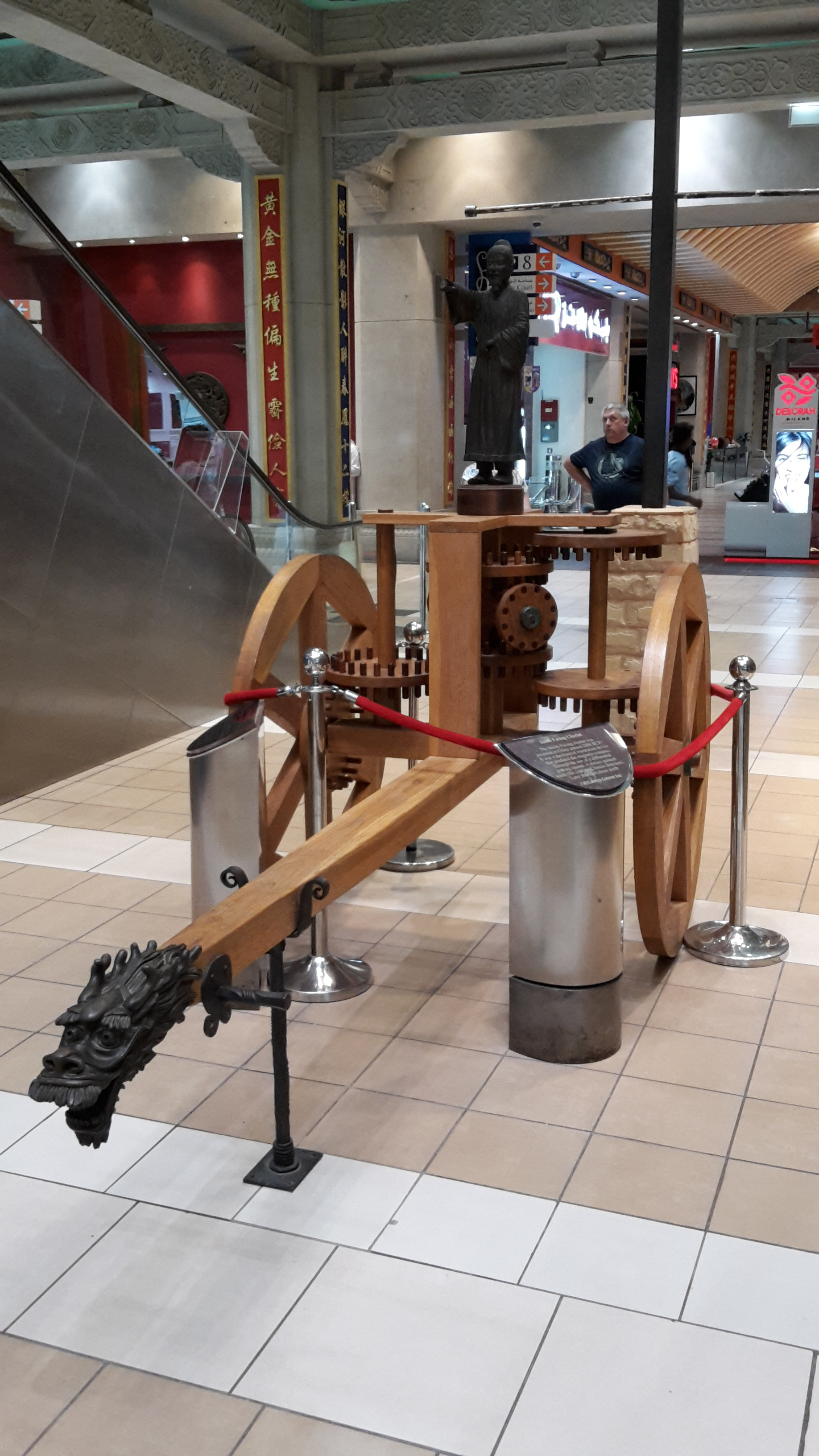
Une réplique au Ibn Battuta Mall de Dubaï

Il ne subsiste aucun chariot pointant le sud historique ; seules des répliques peuvent être vues.
Le Musée national de Chine à Pékin montre une réplique basée sur le mécanisme créé en 1027 par Yen Su (zh) (燕肃). Le Musée national du Palais à Taipei possède une réplique basée sur le mécanisme de Frederick Lanchester de 1932.